# Markus Werner
Markus Werner (Eschlikon, 27 dicembre 1944 – Sciaffusa, 3 luglio 2016) è stato uno scrittore svizzero-tedesco.

## Biografia
Markus Werner è nato a Eschlikon (canton Turgovia) nel 1944. Nel 1948 la famiglia si è trasferita a Thayngen (canton Sciaffusa), dove Werner ha frequentato le scuole e nel 1965 conseguito la maturità. Negli anni seguenti ha intrapreso studi di germanistica, filosofia e psicologia presso l'Università di Zurigo. Li ha conclusi nel 1974 con una tesi di dottorato su Max Frisch, la cui opera ha esercitato un grande influsso sulla scrittura dello stesso Werner. È stato professore al liceo cantonale di Sciaffusa: dapprima insegnante di ruolo (dal 1975 al 1985) e poi docente incaricato (dal 1985 al 1990). Ha esordito come scrittore all'età di quarant'anni con il romanzo Zündels Abgang. Dal 1990 si è dedicato esclusivamente all'attività letteraria. Negli ultimi anni, Werner è vissuto a Sciaffusa, dove è morto nel 2016. 
Ha vinto numerosi premi, tra i quali il prestigioso Hermann-Hesse-Literaturpreis (1999) e il Premio Schiller (2005). 
Nel fondo Markus Werner presso l'Archivio svizzero di letteratura si trovano appunti, abbozzi, manoscritti e dattiloscritti dei sette romanzi e materiali vari (recensioni, revisioni, supporti audiovisivi) cui si aggiungono appunti di viaggio, agende e documenti riguardanti la famiglia, la scuola e il periodo degli studi.

## I personaggi di Werner
I protagonisti delle opere di Markus Werner hanno abbandonato la propria professione. Dalla loro prospettiva stupefatta e dolorosa Werner descrive in modo laconico e con umore la vita quotidiana. Nascono così episodi che mettono a fuoco con gran precisione di dettagli, talora grotteschi, l'organizzazione di un mondo che i personaggi werneriani non riescono a spiegarsi. Essi falliscono proprio per le perfidie apparentemente inoffensive del quotidiano, a causa dell'indifferenza della gente e delle loro anime fredde e ostinate. Il romanzo Zündels Abgang è preceduto da un'epigrafe emblematica tratta da Robert Walser: „A quanto pare non c'era nessuna ragione per infervorarsi.“ 
Anche i difetti umani vengono presentati in un tono generale tragicomico. I testi werneriani fanno vedere cose ovvie come se fossero stranezze di cui ci si stupisce e ci si meraviglia come bambini. I personaggi dei suoi romanzi rivendicano il diritto di avere delle debolezze e di poter sbagliare: “La certezza è caratteristica dello sciocco”, secondo un proverbio cinese riportato in Die kalte Schulter. Anelano tenerezza ma contemporaneamente maledicono spesso in tono aspro il mondo, i loro simili e non da ultimo loro stessi.

## Opere tradotte in italiano
- Terraferma [Festland, 1996], trad. di Andreina Lavagetto, Torino, Einaudi, 1998.
- Di spalle [Die kalte Schulter, 1989], trad. di Daniela Idra, Bellinzona, Casagrande, 2003.
- Quando la vita chiama [Am Hang, 2004] trad. di Francesco Porzio, Vicenza, Neri Pozza, 2005.
- A presto [Bis bald, 1992], trad. di Daniela Idra, Bellinzona, Casagrande, 2006.
- Zündel se ne va [Zündels Abgang, 1984], trad. di Bice Rinaldi, Vicenza, Neri Pozza, 2008.
- Enrico l'egiziano [Der ägyptische Heinrich, 1999], trad. di Daniela Idra, Bellinzona, Casagrande, 2011.

## Onorificenze
- 1984: Premio d'incoraggiamento della Fondazione Jürgen Ponto
- 1984 e 1993: Premio per opere singole della Fondazione Schiller Svizzera
- 1986: Premio Georg Fischer della città di Sciaffusa
- 1990: Alemannischer Literaturpreis
- 1993: Premio letterario Thomas Valentin della città di Lippstadt
- 1995: Premio letterario Lipp (Ginevra); Premio letterario internazionale del Lago di Costanza
- 1997: Premio della rassegna letteraria della radio tedesca del Südwestrundfunk
- 1999: Premio Hermann Hesse
- 2000: Premio Joseph Breitbach (insieme a Ilse Aichinger e W.G. Sebald)
- 2002: Premio Johann Peter Hebel del Land Baden-Württemberg
- 2005: Premio all'opera omnia della Fondazione Schiller Svizzera
- 2006: Premio letterario del Lago di Costanza della città di Überlingen
- 2008: Premio d'onore della città e del canton Sciaffusa
- 2010: Premio al radiodramma della città di Zons